# Rozdolenský rajón
Rozdolenský rajón (Razdolenský rajón, ukrajinsky Роздольненський район, rusky Раздольненский район) je rajón v Autonomní republice Krym na Ukrajině. Hlavním městem je sídlo městského typu Rozdolne (Razdolnoje) a rajón má přibližně 29 tisíc obyvatel. 
Od Krymské krize území fakticky ovládá Rusko, které rajón považuje za součást svého federálního subjektu Republika Krym.

## Sídla v rajónu
Sídla městského typu:
- Novoselivske (Novosjolovskoje)
- Rozdolne (Razdolnoje)